# PT003
PT003（ぴーてぃー ぜろぜろさん）は、韓・パンテック（パンテックワイヤレスジャパン）が日本国内向けに開発した、auブランドを展開するKDDI、および沖縄セルラー電話のau 3G（旧・CDMA 1X WIN）対応携帯電話（フィーチャーフォン）である。

## 概要
既存のPT002の後継機種にして同社のau向けフィーチャーフォンとしての最終機種。必要にして十分な機能だけに集約したフィーチャーフォンで通話とメールだけを必要とするライトユーザー、およびシニアユーザー、mamorinoシリーズから卒業した一部の10代以上（高学年以上）の年少のユーザーなどを対象としている。ティーンズモードはこどもが使用する際に機能を制限するためのもの。また同社製のau向けフィーチャーフォンとしては初めておサイフケータイやワンセグ（録画再生機能非対応）に対応している。ただし着うたフルやLISMO Playerには非対応となっている。また、au向けのフィーチャーフォンとして初めてmicro au ICカードを採用している。
ちなみに絵文字は他機種とくらべて簡単なものとなっている。
基本プラットフォームにはこれまでのKCPに代わって新たに既存のauフィーチャーフォン専用オリジナルプラットフォームのKCP3.xの元となったBrew MPが搭載されており（2022年3月現在、日本国内向けとしては唯一の採用）、既存のauフィーチャーフォンとしてはF001（FJ001）に次いで充電端子がmicroUSBインタフェースのものが採用されている。

## 沿革
- 2012年（平成24年）5月15日 - KDDI、およびパンテックワイヤレスジャパンより公式発表。
- 2012年6月28日 - 連邦通信委員会（FCC）を通過[2]。
- 2012年9月7日 - 全国にて一斉発売。本来は9月中旬の発売予定だったが諸般の事情により発売予定日が前倒しとなった。
- 2013年（平成25年）1月以降 - ぷりペイド用端末として全国にて提供開始。
- 2013年8月 - 関東・中部・北陸・関西・中国地区にて販売終了。
- 2013年9月 - ぷりペイド用端末を除き上記以外の残りの地区にて販売終了。
- 2013年12月 - ぷりペイド用端末としての販売を終了。
- 2014年（平成26年）6月12日 - ケータイアップデートを実施。詳しくは下記を参照されたい。
- 2016年（平成28年）4月30日 - スマートフォンやタブレットの普及によるユーザーの減少に伴い、LISMO Book Storeのサービス終了。ただしダウンロード済みのコンテンツは、サービス終了後も利用できる[3]。
- 2018年（平成30年）3月31日 - EZアプリ（B）、およびグローバルパスポート（CDMA）（現・au世界サービス）等の各種サービスの終了。
- 2022年（令和4年）3月31日 - 同キャリアの3Gサービスの完全終了・完全停波により当端末は使用不可となる。

## 対応サービス
| 主な対応サービス                                     | 主な対応サービス                                                                            | 主な対応サービス                  | 主な対応サービス                           |
| ---------------------------------------------------- | ------------------------------------------------------------------------------------------- | --------------------------------- | ------------------------------------------ |
| LISMO Book                                           | 着うた （ハイクオリティステレオ(HE-AAC)対応） 待ちうた LISMO (着うたフル・着うたフルプラス) | LISMOビデオクリップ               | LISMO Video                                |
| EZニュースフラッシュ EZニュースEX （Web版のみ対応）  | EZチャンネル EZチャンネルプラス                                                             | Touch Message                     | EZFeliCa                                   |
| PCサイトビューア                                     | EZアプリ FullGame!                                                                          | EZアプリ(B)                       | オープンアプリプレイヤー                   |
| ケータイ de PCメール                                 | デコレーションメール                                                                        | デコレーションアニメ              | au one メール                              |
| EZナビウォーク                                       | EZ助手席ナビ                                                                                | 安心ナビ                          | 災害時ナビ                                 |
| 緊急速報メール                                       | ワンセグ (録画・再生非対応)                                                                 | グローバルパスポート (CDMA)       | au BOX                                     |
| au Smart Sports (Run & Walk) ※別途ダウンロードが必要 | 赤外線通信 (IrDA) auフェムトセル                                                            | じぶん銀行用アプリ 「じぶん通帳」 | 通話モード ティーンズモード かんたんモード |

など

## ケータイアップデート
2014年6月12日のアップデート
- Cメール送信に失敗する場合がある事象を改善[4]。